# Хризаліда (гіпотетичний супутник)
Хризаліда — гіпотетичний супутник Сатурна, на існування якого в минулому вказали у 2022 році вчені Массачусетського технологічного інституту, проаналізувавши дані місії «Кассіні — Гюйгенс». За розрахунками, супутник мав бути розірваний на частини приливними силами Сатурна в період між 200 і 100 мільйонами років тому. До 99 % маси супутника мав поглинути Сатурн, а з решти, 1 %, утворилися кільця Сатурна. Утворення кілець Сатурна шляхом руйнування супутника раніше припускали й інші автори.
Вважається, що за розміром і масою Хризаліда нагадувала інший супутник Сатурна — Япет, який складається з речовини з подібним співвідношенням води й льоду. Орбіта Хризаліди розташовувалася десь між Япетом і Титаном. Можливо, орбіта Хризаліди навколо Сатурна збурювалася внаслідок розширення орбіти Титана, яка, своєю чергою, змінювалася внаслідок взаємодії Сатурна з Нептуном через орбітальний резонанс. Цей процес збільшував ексцентриситет орбіти Хризаліди, поки та не досягла межі Роша, через що її розірвало на частини гравітацією розташованого надто близько Сатурна.
Гіпотетичний супутник названо на честь лялечки (лат. chrysallis) — стадії життя метелика, а кільця Сатурна символізують його вихід із лялечки.